# XM25 CDTE

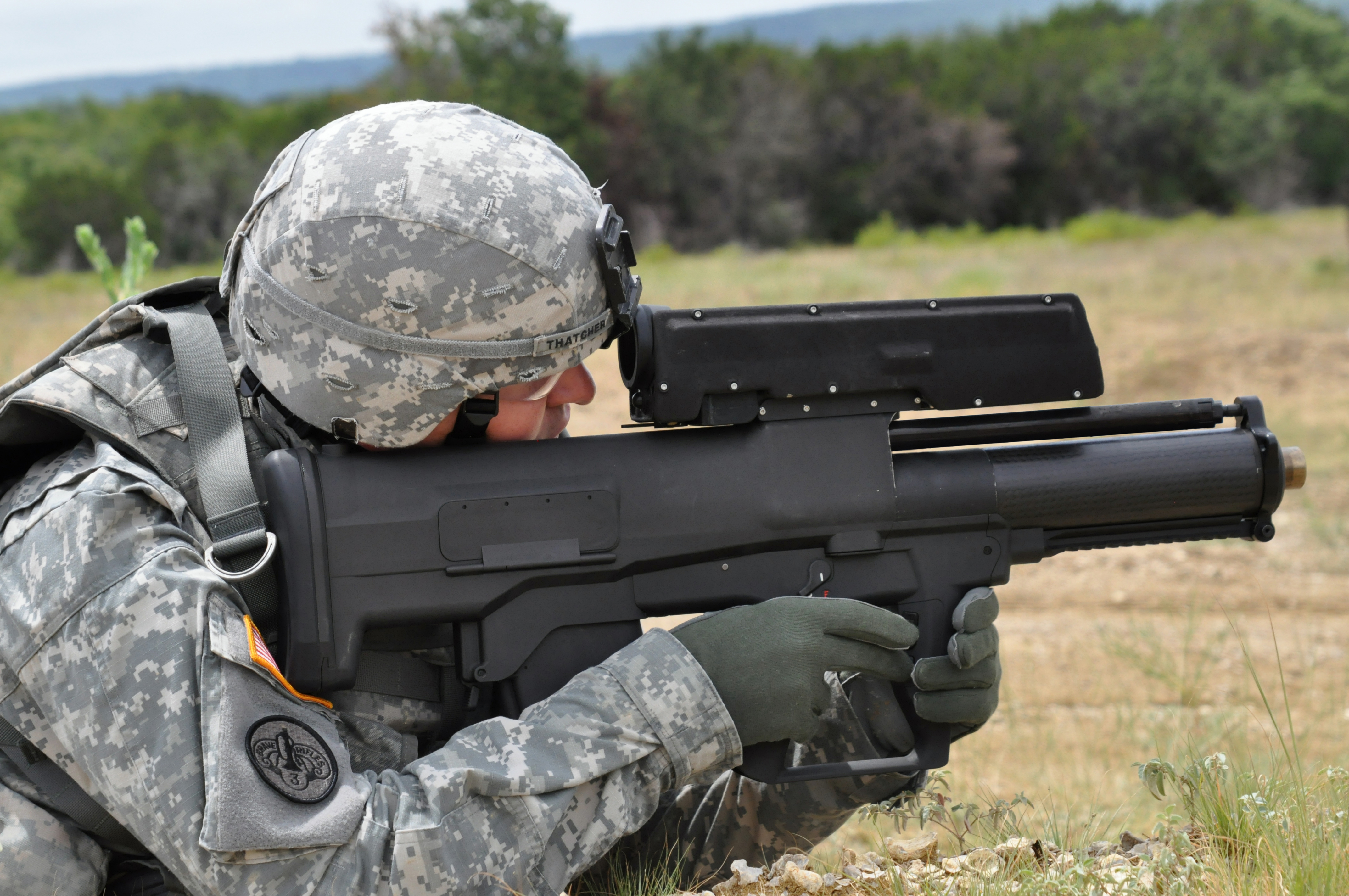
O XM25 durante testes de campo, em 2009.

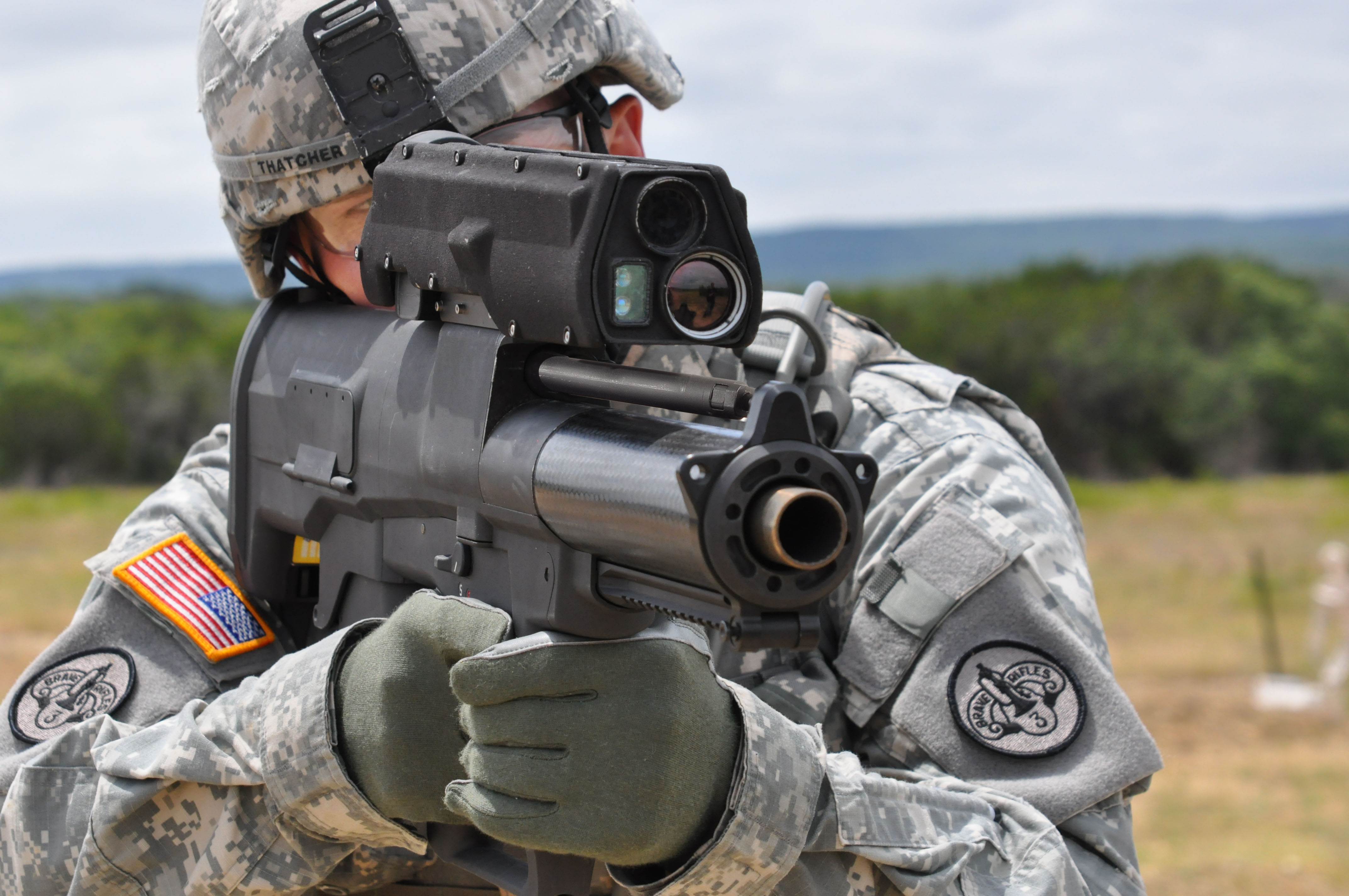
Um militar americano testando o XM-25.

O XM25 Counter Defilade Target Engagement (CDTE) System, também conhecido como Punisher e Individual Semiautomatic Air Burst System é um lança-granada bullpup, de calibre 25×40mm, desenvolvido pelo exército dos Estados Unidos. Seus primeiros exemplares começaram a ser entregues para os militares americanos em 2010, mais precisamente para as unidades em ação no Afeganistão. Ele começou a ser produzido em massa em 2015.